# L'Aquila - Grandi speranze
L'Aquila - Grandi speranze è una serie televisiva italiana trasmessa dal 16 aprile al 24 maggio 2019 inizialmente su Rai 1 e poi su Rai 3. 
Creata da Stefano Grasso e diretta da Marco Risi, la serie racconta la ricostruzione della città abruzzese, distrutta dal terremoto del 6 aprile 2009.

## Trama
La notte del 6 aprile 2009, alle 3:32, un terremoto sconvolge il capoluogo abruzzese dell'Aquila, provocando distruzione e morti. La vicenda ruota attorno a due nuclei familiari, un anno e mezzo dopo il sisma.

## Episodi
| Stagione       | Episodi | Prima TV Italia |
| -------------- | ------- | --------------- |
| Prima stagione | 12      | 2019            |

## Riprese
La serie è stata girata tra L'Aquila, Ofena, Capestrano, Popoli, Scoppito, Silvi, Atri, Milano, Roma e Anguillara Sabazia.

## Accoglienza e ascolti
La serie ha ricevuto numerose critiche da parte degli abitanti e dai rappresentanti istituzionali della città dell'Aquila. Queste si sono concentrate soprattutto sul modo in cui sono stati rappresentati i giovani protagonisti, ritratti in vere e proprie gang rivali che si sfidavano con fumogeni e bastonate nel cuore della zona rossa. Altri commenti negativi hanno riguardato l'accento degli attori, lontano da quello aquilano, o aspetti giudicati inverosimili della trama, come la scomparsa di una bambina tra la gente in fuga dopo la scossa.
A livello istituzionale la deputata Stefania Pezzopane, all'epoca del terremoto presidente della provincia dell'Aquila, ha definito la serie «una brutta cosa che non meritavamo» e criticato la rappresentazione delle bande di bambini incattiviti che scorazzavano nella zona rossa, a cui era in realtà impossibile accedere, aggiungendo che gli autori della serie non avevano cercato né compreso le reali speranze degli aquilani richiamate nel titolo della fiction. Anche Roberto Tinari, presidente del consiglio comunale aquilano, ha parlato della serie come «un danno d'immagine [e] una rappresentazione irreale e offensiva della città».
Anche a livello di ascolti televisivi, la serie non ha ottenuto buoni risultati. Dopo aver debuttato con 3.180.000 spettatori e il 13% di share, nella terza puntata ha ottenuto solo il 9,4% risultando il quarto programma della serata, superato da una replica del film Il 7 e l'8 su Canale 5, da The Voice of Italy su Rai 2 e da Le Iene Show su Italia 1. Gli ascolti deludenti hanno spinto la Rai a spostare la serie da Rai 1 a Rai 3 a partire dalla quarta puntata, messa in onda venerdì 10 maggio 2019.